# San Lorenzo del Munt

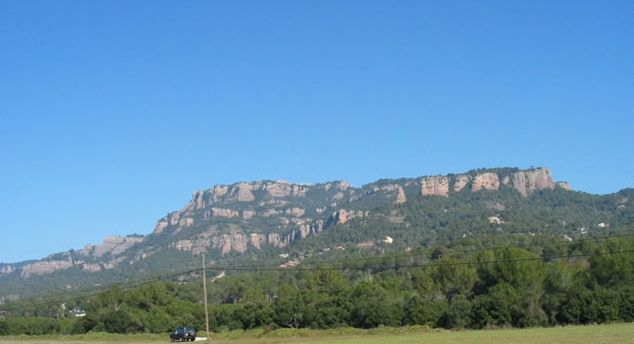
Sant Llorenç desde las Pedritxes.

San Lorenzo del Munt  (en catalán y oficialmente Sant Llorenç del Munt) es un macizo situado entre las comarcas del Vallés Occidental y Bages (Cataluña, España). Sus principales cumbres son el Montcau (1056,8 m) y la Mola (1104 m), donde se encuentra el Monasterio de Sant Llorenç del Munt. Juntamente con la sierra del Obac, conforma el parque natural de San Lorenzo del Munt y del Obac, gestionado por la Diputación de Barcelona.
El Monasterio de Sant Llorenç del Munt es un edificio románico del siglo XI. Los orígenes del edificio se trazan a mediados del siglo X, alrededor de 958, cuando aparece la primera mención documental de una casa eclesiástica con unos altares dedicados a Santa María, San Miguel Arcángel y San Lorenzo (Sant Llorenç en catalán), situada en la cima de la montaña.

## Enlaces relacionados
- Parque natural de Sant Llorenç del Munt i l'Obac
- Sierra del Obac